# Шлемов, Николай Тихонович
 Николай Тихонович Шлемов  (12 апреля 1908 — 30 августа 1969) — заместитель командира отделения 217-го отдельного батальона инженерных заграждений (44-я отдельная инженерная бригада спецназначения, 6-я армия, 3-й Украинский фронт). Герой Советского Союза.

## Биография
Родился 12 апреля 1908 года в селе Кариан в крестьянской семье. После окончания семилетней школы работал в колхозе. В 1930—1933 годах служил в РККА.
28 июня 1941 года вновь призван в Красную армию Сампурским РВК Тамбовской области. С марта 1942 года воевал на фронтах Великой Отечественной войны.
Заместитель командира отделения красноармеец Шлемов в ночь с 25 на 26 ноября 1943 года при форсировании реки Днепр южнее города Запорожье, переправляя личный состав 185-го и 180-го стрелковых полков, сделал 10 рейсов. На деревянной складной лодке под непрерывным огнём противника переправил на правый берег Днепра 100 человек пехоты, 5 станковых пулемётов и 2 миномёта.
Указом Президиума Верховного Совета СССР от 22 февраля 1944 года за образцовое выполнение боевых заданий Командования на фронте борьбы с немецкими захватчиками и проявленные при этом отвагу и геройство красноармейцу Шлемову Николаю Тихоновичу присвоено звание Героя Советского Союза с вручением ордена Ленина и медали «Золотая Звезда».
После войны младший сержант Шлемов демобилизовался. Жил в Киеве. Трудился калибровщиком в артели «Инжтехтруд».

## Награды
- Медаль «Золотая Звезда» (22.02.1944)[2][3];
- орден Ленина (22.02.1944);
- медали.